# Flatskjeret
Flatskjeret est une petite île de Norvège située dans la commune de Sør-Varanger dans la mer de Barents. 

## Géographie
L'îlot se trouve dans le Kobbholmfjorden.